# تاویاله
تاویاله (به عربی: تاویالة) یک شهرداری در الجزایر است که در استان الاغواط واقع شده‌است. تاویاله ۲٬۶۳۴ نفر جمعیت دارد.